# М10 Око

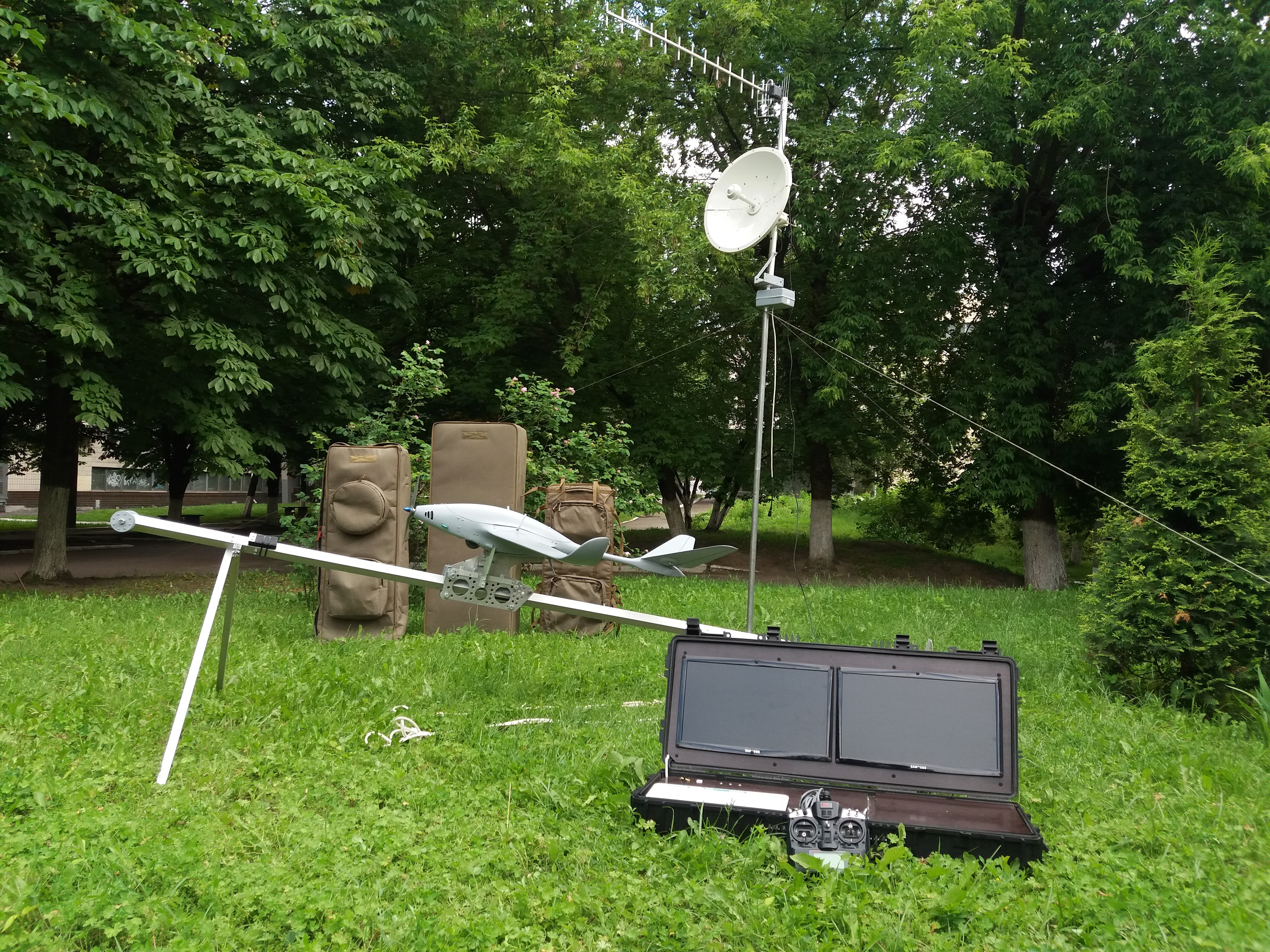
(Рис.1) Загальний вигляд розгорнутого КБПС М-10-2 "ОКО" (БПС на пусковому пристрої)

М-10-2 "ОКО" — глибока модифікація БПС М-10 "Око". Зміни внесені в геометрію і аеродинаміку крила, аеродинаміку переходу між крилом і фюзеляжем, в схему хвостового оперення та інші вузли. Це дозволило отримати аеродинамічну якість на крейсерському режимі 20-22 од. М-10 "Око 2" призначений для відеоспостереження і фотографування об'єктів з повітря. Розроблений науково-виробничим центром безпілотної авіації Національного авіаційного університету.

## Призначення та функціональний склад
Комплекс безпілотного повітряного судна (КБПС) М-10-2 "ОКО" призначений для виконання авіаційних робіт в інтересах різних замовників. Типовими авіаційними роботами для М-10-2 "ОКО"вважаються аерофотознімання в різних діапазонах спектру а також передавання та запис відеозображення в «онлайн» режимі.

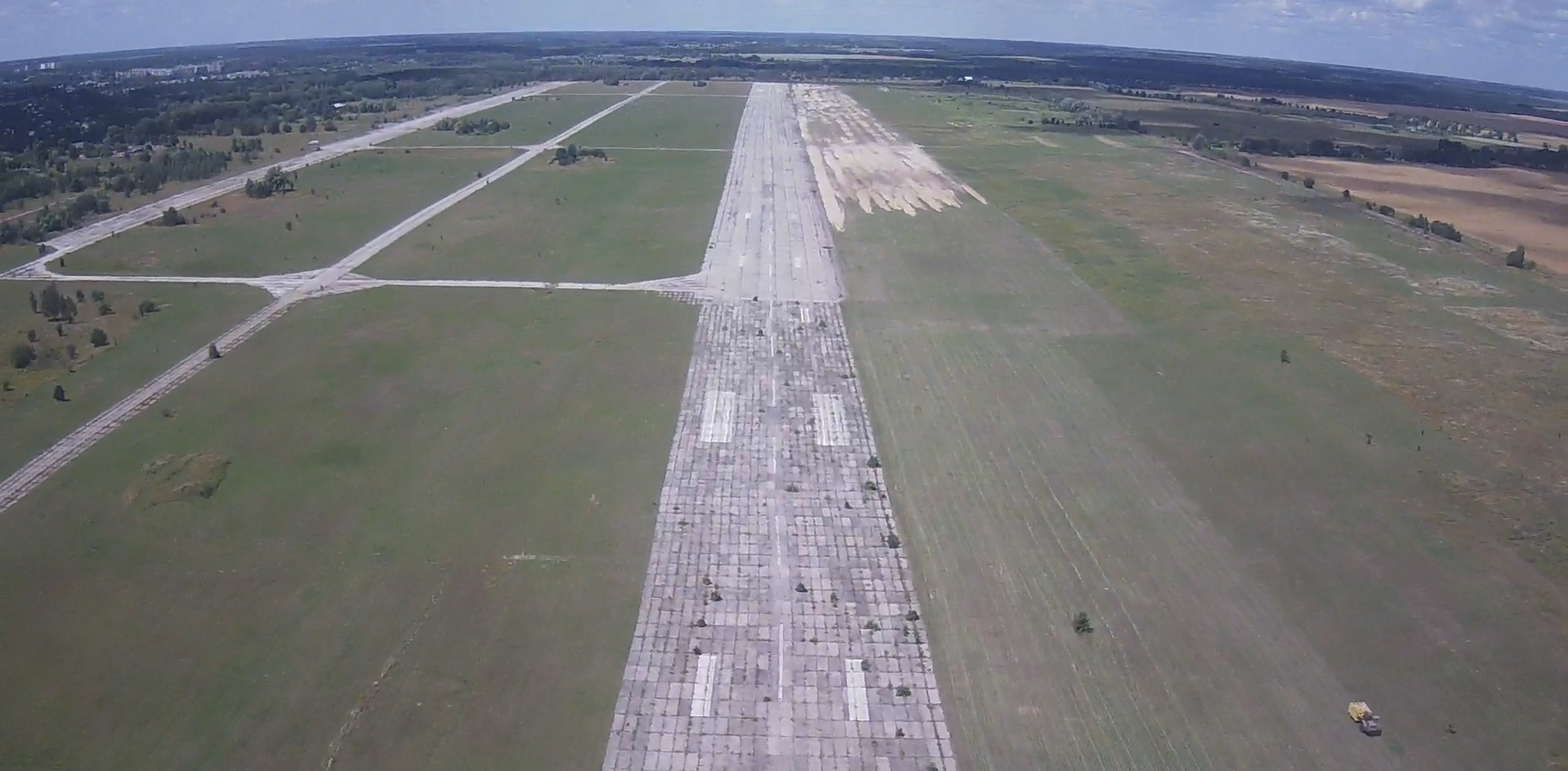
(Рис.2) Кадр з відео

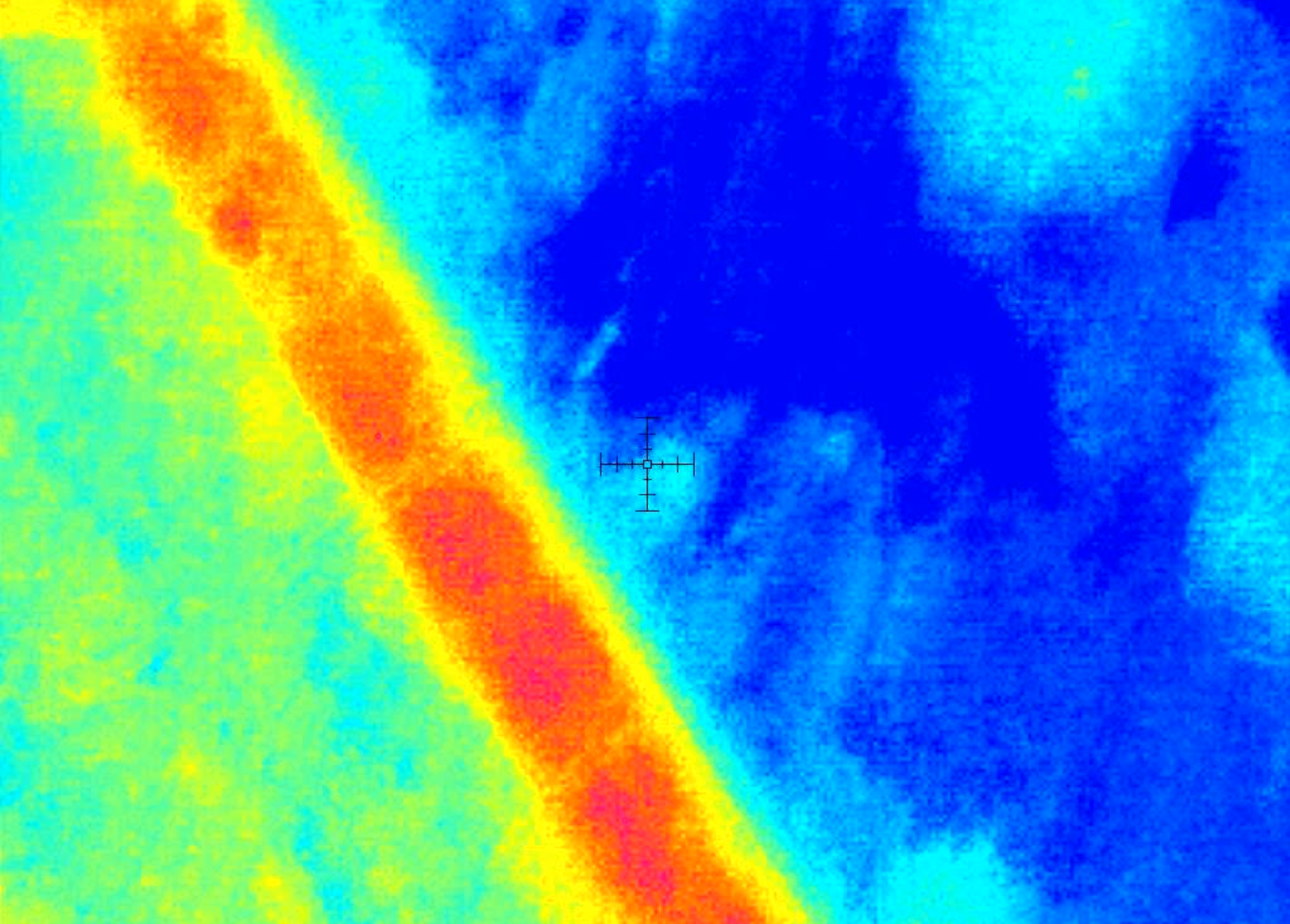
(Рис.3) Кадр тепловізійної зйомки

Призначення наземної станції керування: наземна станція керування (НСК) призначена для керування та контролю безпілотного повітряного судна (БПС) М-10-2 "ОКО"на землі та під час виконання ним польотів у виділеному повітряному просторі. Обслуговується БПС та його НСК зовнішнім екіпажем у складі   3-ох осіб. БПС М-10-2 "ОКО"та його наземна станція керування  розташовується у трьох  контейнерах.
Умови базування: КБПС  М-10-2 "ОКО"призначене для безаеродромного базування.  

## Короткий технічний опис безпілотного повітряного судна М-10-2 "ОКО"
Безпілотне повітряне судно М-10-2 "ОКО"(рис.1) є одномоторним вільнонесучим середньопланом з «V» - подібним хвостовим оперенням. Планер виготовлений в основному із скло-та вуглепластику; окремі елементи конструкції виконані із деревини та алюмінієвих сплавів.

Фюзеляж є напівмонококовою конструкцією із сколопластиковою багатошаровою силовою обшивкою з знімним непрацюючим верхнім гаргротом-обтічником. Між шпангоутами фюзеляжу розташовані основні системи БПС. Під гаргротом-обтічником розташована силова батерея з ложементом. Під батареєю розташована панель цільового навантаження, яка знизу фюзеляжу закрита прозорим обтічником. Панель автопілота розташована у середній частині фюзелюжу. Під гаргротом-обтічником знаходиться спусковий парашут з механізмом відчіпляння. Відкривання гаргрота-обтічника для випускання парашута відбувається за допомогою сервоприводу; під час випуску парашута гаргрот скидається пружиною та набігаючим потоком повітря і витягує основний парашут. Модеми зв'язку розташовані у середній частині фюзеляжу. Антени модемів виведені за межі фюзеляжу. Електродвигун силової установки закріплений на передньому шпангоуті. Безпосередньо за двигуном розташований його регулятор та силовий вимикач. 
Під низом фюзеляжу знаходиться люк, який закриває складену пневматичну амортизаційну подушку. Подушка наповнюється осьовим компресором з електричним двигуном. Для монтажу подушки та компресора у фюзеляжі передбачено відповідний ложемент.
Крило однолонжеронної конструкції, складається із двох знімних площин. Полиці лонжеронів крила виконані з склоровінгу. Обшивка жорстка і виконана двошаровою; зовнішній шар з склотканини. Флаперони мають осьову аеродинамічну компенсацію.
Хвостове оперення «V»-подібне. Стабілізатор безлонжеронний з жорсткою обшивкою; зовнішній шар з склотканини. Рулі безлонжеронні; технологічно виконані аналогічно, само, як стабілізатор..

Силова установка (СУ) включає в себе трифазний електродвигун постійного збудження з електронним регулятором та дволопатевим повітряним гвинтом постійного кроку. Двигун закріплений на передньому шпангоуті. Охолодження двигуна відбувається за рахунок повітря, що проходить через вхідні отвори у носовій частині фюзеляжу. 

Електросистема. Живлення електричної бортової системи БПС здійснюється від штатної силової літій - полімерної батареї з чотирма елементами. Проводка складається з сигнальних та силових ліній, поєднаних у комбіновані кабелі. Окремі споживачі забезпечуються відповідними напругами від бортового блока живлення.

Керування БПС здійснюється в автоматичному та напівавтоматичному режимах. Основним режимом є автоматичний. Сигнали керування надсилаються по цифровій захищеній радіолінії.

Штатне цільове навантаження - гіростабілізовані відеокамера/ІЧ-камера, що керуються по каналах  системи керування окремими сервоприводами. Відеокамера цифрова моделі Mobotix- 5Мр. Тепловізор моделі  -  цифровий,  Mobotix S15- 6Мр. Фотокамера моделі Canon PowerShot SX100 IS або аналогічна.
Пускова установка розбірна і призначена для організованого безаеродромного запуску БПС при швидкості вітру до 20 м/с. Старт БПС - автоматичний. Пускова установка складається з пускової рами з гумовим накопичувачем-амортизатором та рухомої каретки. Натягування  амортизатора – руками. Вага пускової установки до 5 кг. На рис 1. показано загальний вигляд КБПС М-10-2 "ОКО" у розгорнутому стані.

### Основні масові характеристики БПС
- - максимальна злітна маса, кг – 4,95;
- - максимальна маса корисного навантаження, кг – 0,8;
- - маса порожнього ПС (без батареї) , кг – 3,35;
- - максимальне навантаження на одиницю площі крила, кг/м2 - 13,4;
- - мінімальне навантаження на одиницю площі крила, кг/м2 – 12.

### Основні характеристики СУ БПС
- - тип двигуна – електричний, трифазний з постійним збудженням, повітряного охолодження;
- - тип повітряного  гвинта / діаметр, мм – двохлопатевий постійного кроку / 310;
- - маса СУ, кг – 0,3;
- - кількість двигунів, од. - 1;
- - потужність двигуна, к.с. – 1.

### Основні льотні характеристики БПС
- - максимальна горизонтальна швидкість польоту, км/год. - 130;
- - крейсерська швидкість польоту, км/год. - 75;
- - швидкість відриву, км/год. - 49;
- - швидкість заходу на посадку, км/год. - 58;
- - швидкість звалювання в злітній конфігурації, км/год.- 44,5;
- - практична стеля, м – до 2000.

### Основні експлуатаційні характеристики
- - тривалість польоту. год. - 2;
- - радіус дії з зв'язком «онлайн», км – до 20;
- - технічний радіус дії на кр. шв. (без зв'язку «он-лайн»),, км –   до 55*
- - час розгортання в робоче положення, хв. - 15.

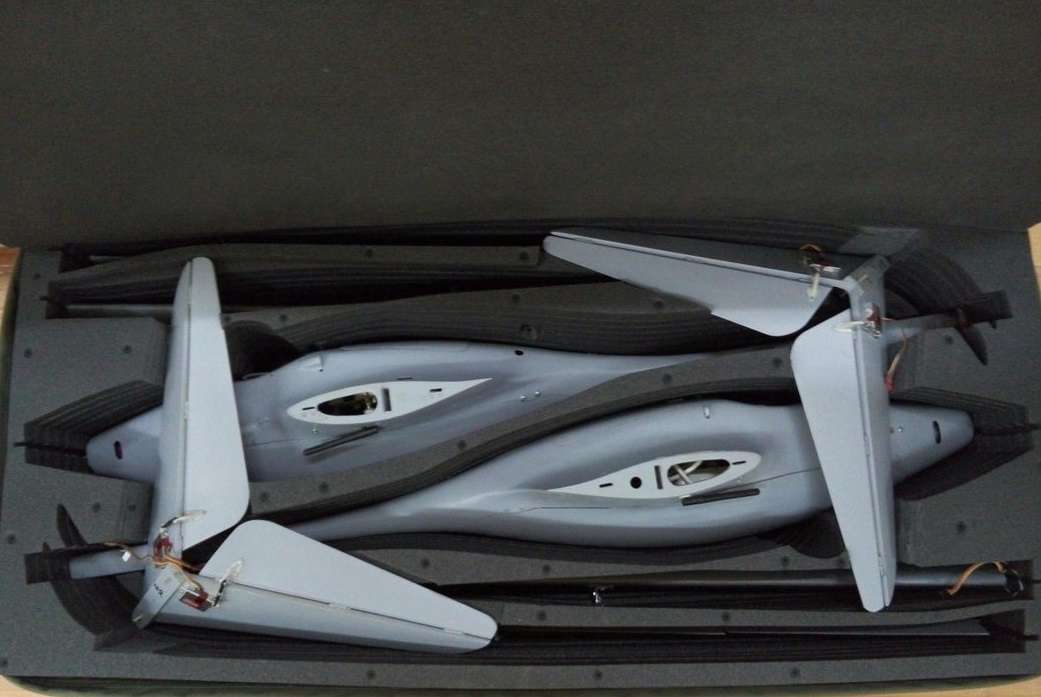
Транспортний рюкзак на два літаки

## Планер та силова установка БПС
1.Планер:
- - праве крило;
- - ліве крило;
- - фюзеляж;  wrew
- - «V» - подібне хвостове оперення;
- - пневматична амортизаційна надувна подушка;
- - компресор надування амортизаційної подушки.

2.Силова установка:
- - електродвигун;
- - електронний регулятор двигуна;
- - повітряний гвинт.

3.Парашутна система:
- - посадковий парашут;

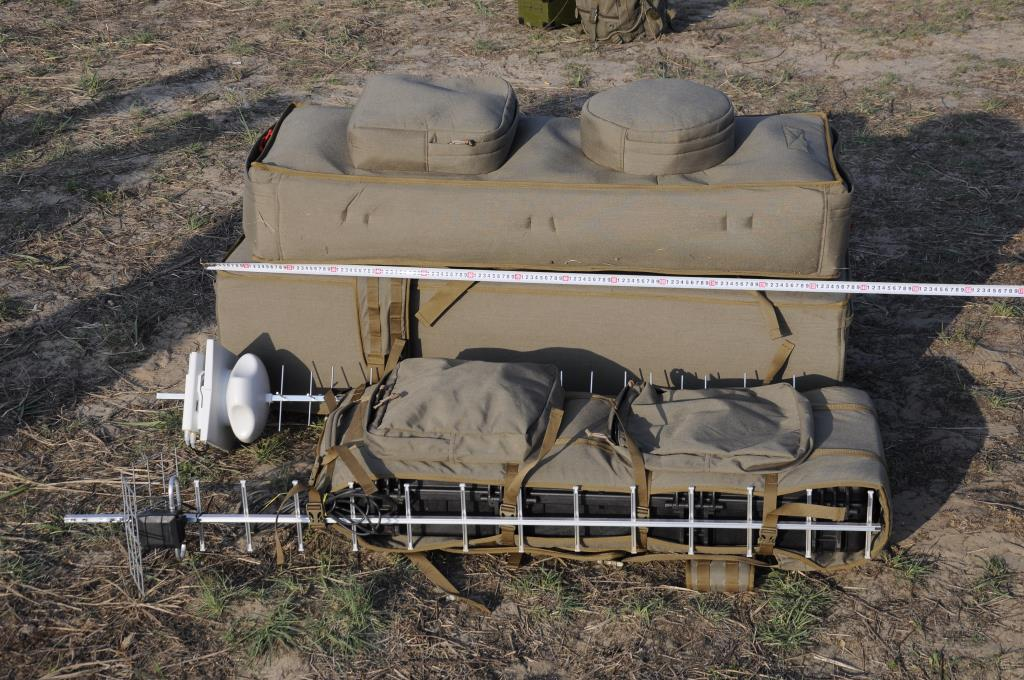
Безпілотний комплекс в зібраному стані

- - сервомеханізм відкривання парашутного відсіку;
- - сервомеханізм відчіпління парашута.

4.Пілотажно-навігаційне обладнання:
- - система навігаційного обладнання;
- - бортова система телеметрії.

5.Система керування:
- - сервоприводи системи керування;
- - механічна проводка системи керування;
- - автопілот БПС, що включає бортовий самописець режимів польоту  (БСРП);

6.Система електроживлення:
- - бортові акумуляторні батареї; Підпарашутна посадка

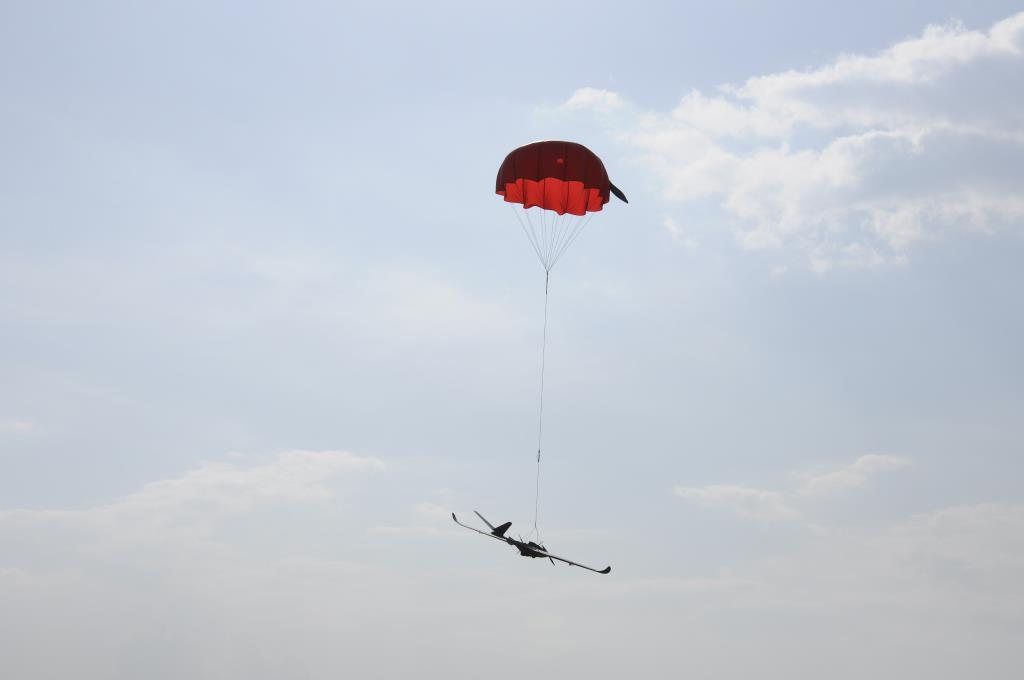
Підпарашутна посадка

- - силовий електроблок (блоки живлення бортових споживачів);
- - бортові вимикачі;
- - електропроводка бортова.

7.Радіотехнічне обладнання:
- - засоби системи супутникового зв'язку та навігації;

8.Обладнання радіоліній:
- - засоби радіолінії керування (борт/ земля - радіокерування; земля/борт - телеметрія; )
- - засоби радіолінії відеозв'язку (борт/земля/борт – цільовий відеосигнал )

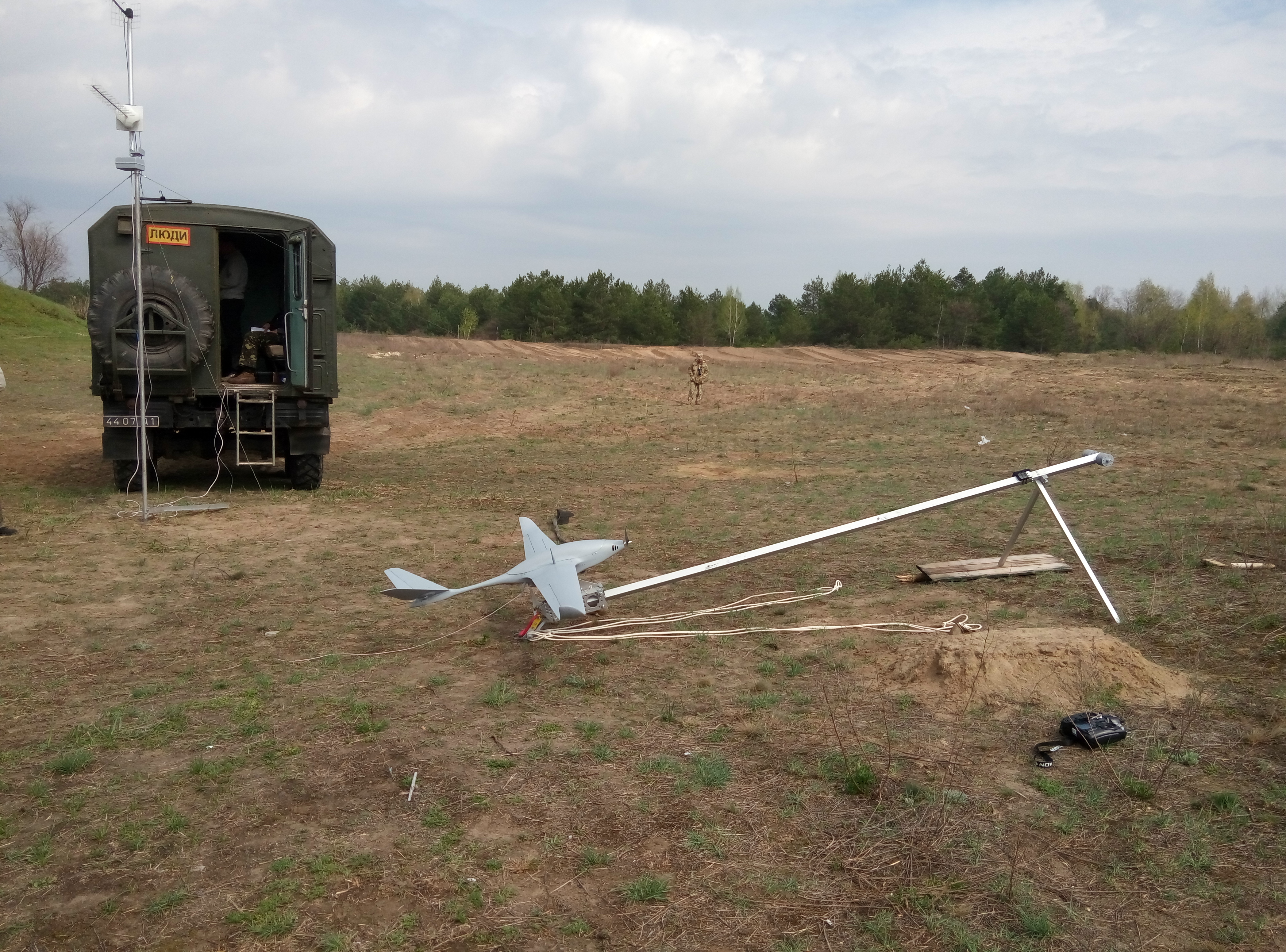
Пусковий пристрій

## Переваги КБПС М-10-2 "ОКО"
1. Два окремих, різночастотних  цифрових захищених канали зв'язку
2. Цифрові денна та  ІЧ - камери та цифровий фотоапарат
3. Експлуатація в умовах вітру до 18 м/с (допускається вітер до 22 м/с)
4. Мінімальні габаритні розміри в своєму класі (як для літака нормальної схеми - попереду крило а за ним стабілізатор) до мінімуму знижує візуальну та ІЧ- помітність
5. Застосування пневматичної  подушки при підпарашутному спуску гарантує тривалий ресурс  як  БПС  так і його цільового навантаження
6. Автоматичний пуск,  політ та посадка потребують зовнішнього пілота  мінімальної кваліфікації
7. Відмінна аеродинаміка БПС, відповідні суперкритичні профілі крила  та  застосування V- подібного оперення   дозволяють знизити до мінімуму енерговитрати на маршруті та отримати широкий діапазон експлуатаційних швидкостей від 16 до 35 м/с а також забезпечує  мінімальний рівень акустичного шуму  (мін. акустична помітність)
8. Стійкість до радіоелектронних перешкод (підтверджено протоколом попередніх випробувань)
9. Робота в складних метеоумовах: від -20С° до +40С°
10. Комплекс у складі НСК, 2-ох БПС , антенної щогли з антенами та поворотним  пристроєм та пускового пристрою (катапульти) переноситься  в похідних умовах групою з 3-х осіб